# سرشماری ۲۰۱۱ بریتانیا

پراکندگی جمعیت در بریتانیا

سرشماری ۲۰۱۱ بریتانیا بیست‌وسومین سرشماری تاریخ بریتانیا بوده‌است.
این سرشماری که برای اولین بار به صورت آنلاین انجام شده در ۱۷ مارس ۲۰۱۱ توسط سازمان ملی آمار بریتانیا (ONS) در کشورهای انگلستان و ولز، سازمان ثبت عمومی اسکاتلند (GROS) در اسکاتلند و آژانس آمار و تحقیقات ایرلند شمالی در ایرلند شمالی صورت گرفته‌است. در حدود ۲۵ میلیون خانوار از کشورهای انگلستان و ولز در این سرشماری شرکت کرده‌اند.
اولین نتایج این سرشماری که براساس سن، جنس و شغل خانوارهای مردم انگلستان، ولز و ایرلند شمالی بوده در تاریخ ۱۶ ژوئیه ۲۰۱۲ میلادی و اولین نتایج سرشماری اسکاتلند در ۱۷ دسامبر ۲۰۱۲ میلادی منتشر شده‌است.

## انگلستان و ولز
- The Official 2011 Census website the official English website
- The Official 2011 Census website the official Welsh website
- The 2011 Census at the Office for National Statistics
- Census 2011 recruitment site
- This is Britain with Andrew Marr - BBC programme looking at life in Britain on the eve of the 2011 Census

## اسکاتلند
- Scotland's Census 2011

## ایرلند شمالی
- Northern Ireland Census 2011

| پیشین: ۲۰۰۱ | سرشماری در بریتانیا ۲۰۱۱ | پسین: ۲۰۲۱ |